# Molti, Spotzl, Pichla, Eigi
Molti, Spotzl, Pichla, Eigi ist eine Gruppe von Jugendlichen, die durch die Sendung Saturday Night Fever – So feiert Österreichs Jugend bekannt wurde.

## Hintergrund
Sie trat bislang am häufigsten von allen Teilnehmern in der Sendung auf. 2010 nahm sie eine Single mit dem Titel Vollgas auf, die die österreichischen Charts erreichte. Am 22. April erschien ein Musikalbum der Gruppe beim Label MR Recordings (im Vertrieb von EMI). Das Album erreichte Platz 50 der österreichischen Charts.
Zu Halloween 2012 kam der Film Friday Night Horror in die österreichischen Kinos, in dem die vier Jugendlichen die Hauptrollen spielen.